# Адюард
Адюард (нід. Aduard, нід. вимова: [ˈaːdyɑrt]) — село в нідерландській провінції Гронінген. Входить до муніципалітету Вестерквартір.
Його площа становить 0,96км², а населення станом на 2021 рік складало 1 995 осіб.
До 1990 року мало статус окремого муніципалітету.

## Галерея

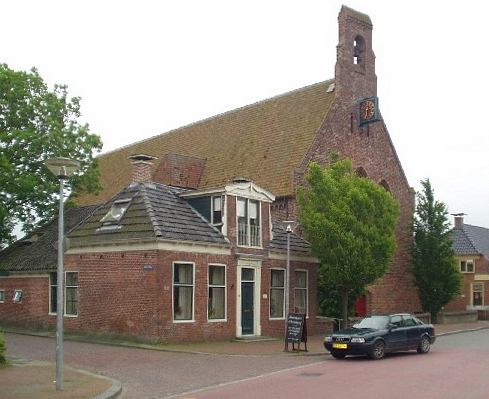